# Michael Schenker
Michael Schenker (Sarstedt; 10 de enero de 1955) es un músico, compositor y productor alemán, conocido por ser guitarrista líder de bandas de hard rock y heavy metal como UFO, Scorpions y Michael Schenker Group. Es el hermano menor del también guitarrista Rudolf Schenker, que lo invitó a participar de Scorpions en 1972 y donde pronto ingresó a formar parte de la banda británica UFO a mediados de los setenta, donde realizó su carrera profesional con destacado éxito principalmente en Europa y Japón.
En 1980 fundó su propia banda Michael Schenker Group, en donde ha compartido con varios notables músicos como Gary Barden, Graham Bonnet, Neil Murray, Herman Rarebell, Don Airey y Cozy Powell, entre otros. Posteriormente, junto a Robin McAuley formó McAuley Schenker Group con un sonido basado entre el hard rock y el rock melódico. En los años 90 comenzó con su carrera en solitario, con discos instrumentales y acústicos.
Su carrera no ha estado exenta de problemas, debido principalmente por su antigua adicción al alcohol y a su extraña personalidad derivado de su temperamento colérico. Aun así, ha continuado con su carrera con presentaciones en vivo y publicando varios discos de estudio en varios proyectos musicales. Por otro lado, es conocido como uno de los principales guitarristas e influencias del heavy metal y ha sido considerado como una «figura legendaria de la guitarra en la historia del metal».

## Biografía

### Niñez y sus primeros pasos en la música

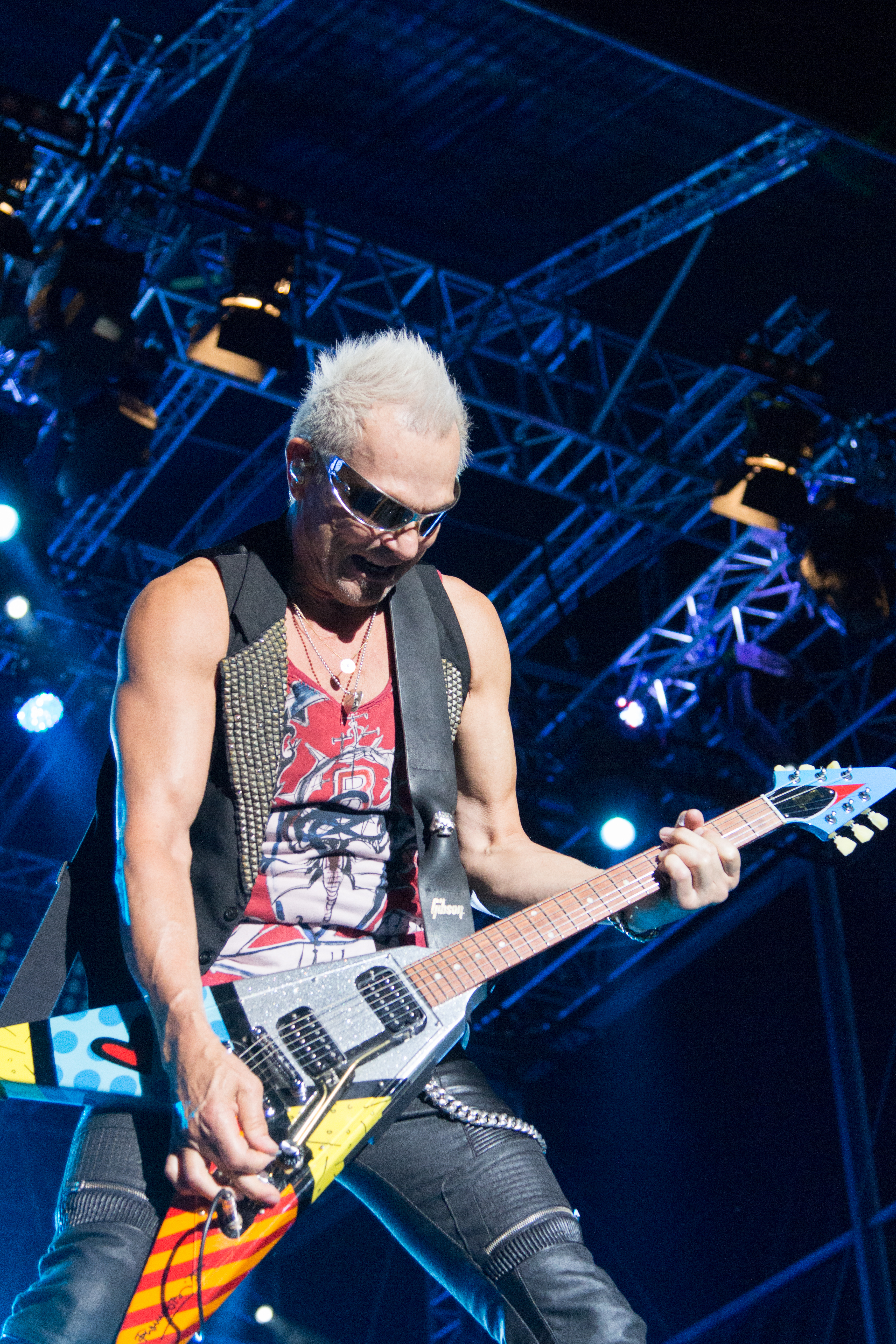
De acuerdo a Michael, su hermano Rudolf fue el principal artífice de su carrera. En la imagen Rudolf Schenker en 2014

Michael nació en la pequeña localidad de Sarstedt, cerca de Hannover en Alemania Occidental en 1955. Con tan solo 9 años de edad aprendió a tocar la guitarra eléctrica cuando su hermano Rudolf Schenker adquirió una Gibson Flying V. Para incentivarlo, Rudolf le pagaba un marco por cada canción de The Beatles que él aprendiera, motivando al pequeño Michael a practicar cuatro horas diarias durante dos años seguidos, a tal punto que adquirió una gran habilidad con tan corta edad. En 1966 y con solo 11 años formó su primera banda junto a tres compañeros de colegio llamada The Enervates. Con esta versionaban canciones de The Beatles, en donde Michael hacía el papel de John Lennon, que por cierto fue la primera y única vez que él fungió como vocalista principal.
En 1967 formó su segunda agrupación llamada Cry, renombrado posteriormente como Cry Express, con la cual inició su carrera profesional. Esta tiene la estadística de ser el primer grupo beat de Hanover y la agrupación beat más joven de Alemania. El cuarteto musical obtuvo una gran recepción del público luego de su presentación en el programa de televisión Beat Club, pero lamentablemente esta misma popularidad llevó al joven Michael al consumo excesivo de alcohol. Luego que la familia Schenker intervino, ya que solo tenía 13 años de edad, la banda perdió fama a tal punto que desaparecieron de la escena musical en 1968.
A mediados del mismo año los exmiembros de The Mushrooms, Klaus Meine y Mike Grimke, buscaban a nuevos músicos para formar una nueva banda. Klaus se interesó en el talento de Michael, pero no pudo contratarlo ya que sus padres no querían que participara en otra banda de rock. Por ello, Rudolf intervino y luego de largas conversaciones ellos aceptaron. Finalmente Klaus, Michael y compañía fundaron la banda The Copernicus, que versionaban en un principio canciones de Black Sabbath, Led Zeppelin y Deep Purple, para luego escribir su propio material. Tras dos años de actividad, The Copernicus se disolvió cuando Michael y Klaus ingresaron a Scorpions.

### La llegada a Scorpions
A principios de la década de los setenta Michael llegó a Scorpions gracias a la invitación por parte de Rudolf, luego del arresto por posesión de drogas del guitarrista líder Karl-Heinz Heimberg, además y junto con él también lo hizo Klaus. Con estos nuevos músicos en la banda los integrantes de Scorpions iniciaron la composición de las primeras canciones, siendo «In Search of Peace of Mind» el primer tema que él compuso. Con esta y otras tantas buscaron apoyo en distintos concursos de talentos, pero eran desclasificados por «tocar a demasiada potencia». La oportunidad llegó finalmente en 1971 luego que sus canciones fueran utilizadas como banda sonora de la película antidrogas Das Paradise Kalte. Esto llamó la atención de la empresa discográfica Metronome, quienes le ofrecieron su primer contrato con el sello Brain Records.
Con la ayuda del destacado productor alemán Conny Plank publicaron el álbum debut Lonesome Crow en 1972. Este les permitió tocar en casi toda Alemania Occidental durante los meses posteriores, abriendo para artistas como Rory Gallagher y Uriah Heep. A mediados de 1973, el grupo recibió la oportunidad de abrir los conciertos de la banda británica UFO en varias ciudades germanas. Tras ver el talento de Michael durante una presentación en Hamburgo, el vocalista Phil Mogg le ofreció el puesto de guitarrista luego de la salida de Bernie Marsden. A pesar de que Rudolf veía incierto el futuro de Scorpions sin Michael, lo dejó partir con una condición; ayudar en las composiciones de nuevos temas para el segundo disco. Por ello, junto a Klaus y Rudolf compuso el tema «Far Away» y con su reemplazante el guitarrista Uli Jon Roth, escribió el tema «Fly to the Rainbow».

### El éxito y su paso por UFO (1973-1978)

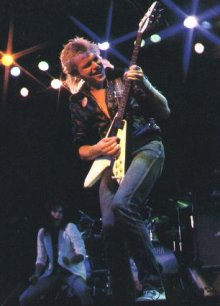
Michael Schenker en 1983

A mediados de 1973 Michael se reunió con UFO en la ciudad de Londres en el Reino Unido, cuya llegada significó a la banda el éxito comercial en gran parte de Europa y Japón, luego que adoptaran de lleno los estilos heavy metal y hard rock, dejando atrás los experimentos de sonido con el rock espacial y el rock psicodélico de sus primeros discos. Su contratación causó varios problemas durante los primeros meses, principalmente por el idioma, ya que él no hablaba el inglés ni ellos el alemán. A pesar de ello, formó parte de las grabaciones del sencillo «Give Her the Gun» publicado solo semanas después de su llegada. Este nuevo sonido que tomó la agrupación con el guitarrista alemán, les permitió firmar contrato con el sello Chrysalis Records en 1974.
Junto a Phil Mogg creó una de las duplas compositivas de hard rock más exitosas de la década de los setenta. Prueba de esto son los primeros temas escritos por ellos; «Doctor Doctor» y «Rock Bottom» del disco debut de Michael con UFO, Phenomenon, que rápidamente se convirtieron en los mayores éxitos de la agrupación. En 1975 apareció en el mercado mundial el álbum Force It, que llamó la atención de las listas estadounidenses y dio que hablar en ese país no solo por su música, sino también por la técnica de Michael y su guitarra Flying V.
Durante los seis años de carrera con el grupo británico, Michael obtuvo gran reconocimiento de la prensa especializada tanto por su talento, técnica y puesta en escena como también por su problema con el alcohol y su temperamento colérico. Este último defecto provocaba la ira del resto de los integrantes de UFO, principalmente de Mogg, ya que a menudo abandonaba el escenario a mitad de una canción y hacía que el concierto tuviese que ser cancelado. Luego de la gira promocional del disco Lights Out de 1977, Michael se alejó de la banda para establecerse en Hannover en donde, años más tarde, se descubrió que formó parte de un culto religioso llamado Moon. Al momento de ser consultado por su extraña y repentina desaparición, él mencionó que simplemente quería pasar un tiempo a solas con su novia.
En 1978 se integró nuevamente a UFO para participar en las grabaciones de Obsession. Durante ese mismo período las relaciones entre él y Mogg empeoraron mientras estaban de gira por los Estados Unidos, a tal punto que Michael prefirió retirarse de la banda en noviembre de 1978 sin avisar previamente a la banda. Tras su salida, Michael en una entrevista posterior mencionó: «Tocar con UFO es como el chocolate; fantástico durante algún tiempo pero con una vez ya has tenido bastante...».

### Retorno a Scorpions yLovedrive(1979)
En 1979 Rudolf lo invitó para participar de las grabaciones de Lovedrive, el sexto álbum de estudio de Scorpions, donde grabó los solos de guitarra de las canciones «Another Piece of Meat» y «Lovedrive» y participó como el tercer guitarrista en el tema instrumental «Coast to Coast».
A pesar de solo ser una participación especial, Michael se quedó para las primeras fechas de la gira Lovedrive Tour. Sin embargo, su paso dentro de la serie de conciertos solo duró hasta el 20 de mayo de 1979, ya que luego del concierto dado en Londres se retiró afirmando que no se sentía cómodo tocando canciones de otros. Luego de su salida viajó junto a su novia Gaby hacia Marsella, en donde iniciaron un viaje de catorce días en motocicleta hacia la ciudad española de Barcelona.
Durante ese mismo año su exagrupación UFO lanzó al mercado el disco en vivo Strangers in the Night, que fue grabado durante la gira por los Estados Unidos en 1978 días antes de su retirada. Este disco ha sido considerado como uno de los mejores registros en vivo en la historia del rock.

### Primer período de Michael Schenker Group (1980-1984)

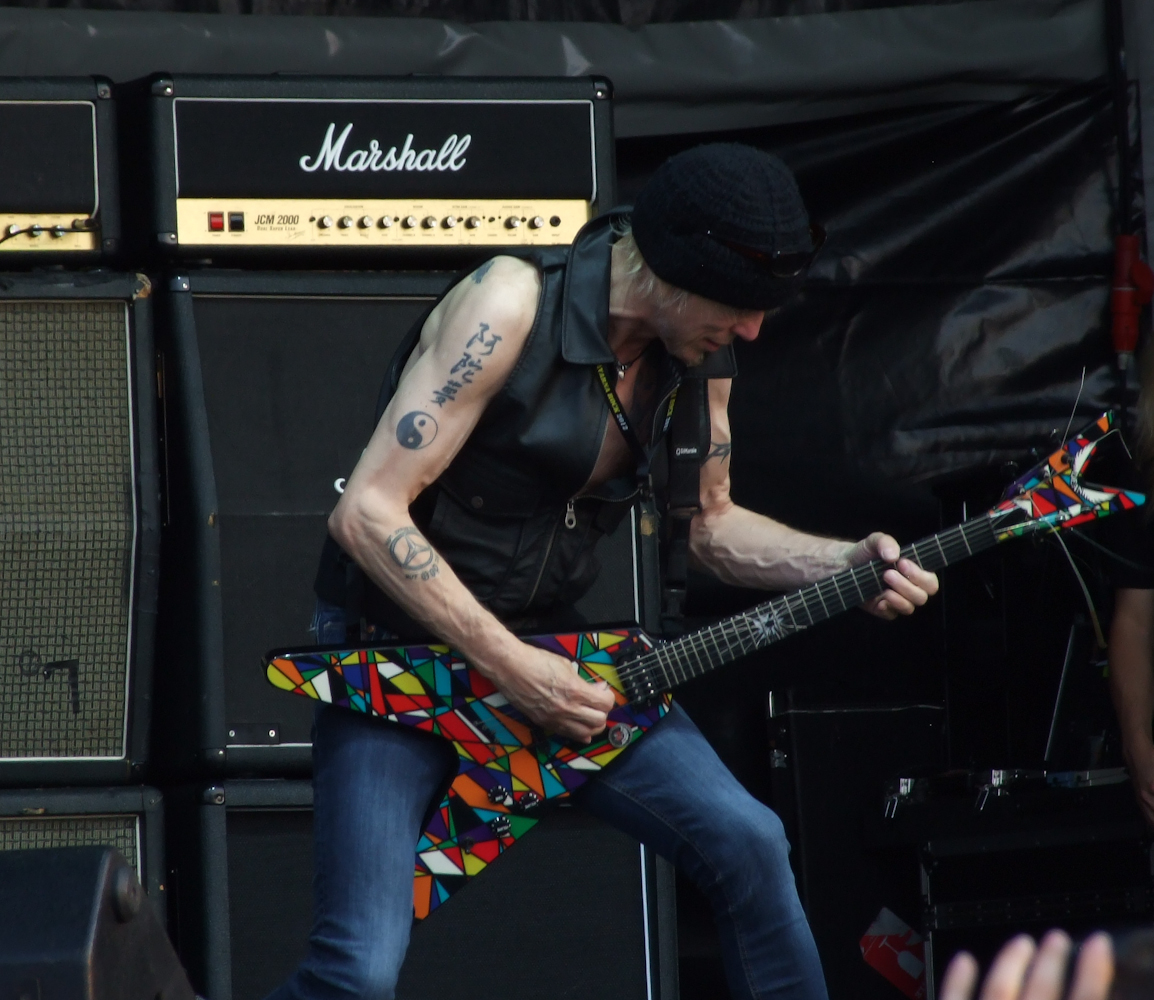
Michael Schenker en Bulgaria en 2012

Luego que la noticia de su salida de Scorpions llegó a la prensa mundial, artistas como Kiss, Aerosmith, Deep Purple y Ozzy Osbourne ofrecieron cuantiosas ofertas monetarias para que se integrara en sus respectivas alineaciones, pero sin éxito ya que las rechazó todas. No obstante, participó en algunos ensayos con Aerosmith en 1979, hecho que solo se supo luego de la publicación veinte años más tarde, de la autobiografía de la banda estadounidense llamada Walk This Way.
Con la idea de fundar su propia banda, Michael convocó a los músicos Billy Sheehan, Denny Carmasi y a un desconocido Gary Barden, con quienes comenzaron los demos del proyecto Michael Schenker Group conocido mundialmente por sus siglas MSG. La historia de su propia banda está marcada por los constantes problemas entre sus integrantes, lo que derivaba en las salidas de algunos de ellos. A pesar de las variables alineaciones en cada álbum del grupo, no dificultó el gran éxito comercial en algunos países de Europa y en Japón.
En 1980 la banda debutó con el disco The Michael Schenker Group con las colaboraciones de Don Airey en los teclados, Mo Foster en el bajo y Simon Phillips en la batería, además de Gary Barden, quién y junto con Michael, se convirtieron en los principales compositores. Luego de meses de su debut, apareció el segundo cambio de músicos en donde Michael invitó a Paul Raymond, Cozy Powell y Chris Glen para lanzar el segundo álbum MSG en 1981 y al año siguiente su primer disco en vivo One Night at Budokan.
A principios de 1982 y por problemas con el representante de la banda, Raymond y Barden se retiraron voluntariamente. Tras ello, Michael contrató al exvocalista de Rainbow, Graham Bonnet, para iniciar rápidamente las grabaciones del tercer disco de estudio Assault Attack. Mientras estaban en los estudios recibió un llamado de Ozzy Osbourne pidiendo ayuda para culminar las últimas fechas de la gira del disco Diary of a Madman, debido a la repentina muerte en marzo del mismo año del guitarrista Rhandy Rhoads. El guitarrista aceptó, lo que provocó el retraso en las grabaciones y la publicación de su propio disco.
Las relaciones entre Bonnet y Schenker no eran buenas ya que generalmente discutían. En una presentación en vivo en Sheffield, Graham insultó a Michael a tal punto que este último decidió despedirlo a tan solo un día de la participación de la banda en el Festival de Reading. Con las últimas fechas en la mira, Michael buscó a Barden que luego de algunas conversaciones aceptó regresar a MSG, salvando la presentación en dicho festival. A mediados de 1982, el rencor de Michael para con Graham era aún evidente y como consecuencia de ello decidió regrabar Assault Attack con la voz de Gary, sin embargo, el sello no le otorgó el apoyo financiero y por ende, finalmente en noviembre del mismo año fue lanzado al mercado mundial con la voz de Graham.
En 1983 grabaron el último álbum de estudio de esta primera etapa de MSG, Built to Destroy, que no obtuvo la misma recepción en las listas musicales que sus otros discos por el auge del glam metal en los mercados norteamericanos y europeos. Tras los malos resultados, Chris Glen y Gary Barden se retiraron de la banda para formar su propio proyecto llamado Statetrooper. Para salvar la banda Michael contrató al vocalista Ray Kennedy con quién salió de gira por Japón, pero no pudo obtener la popularidad anterior y decidió poner fin a la banda a principios de 1984.

### McAuley Schenker Group y Contraband (1986-1993)

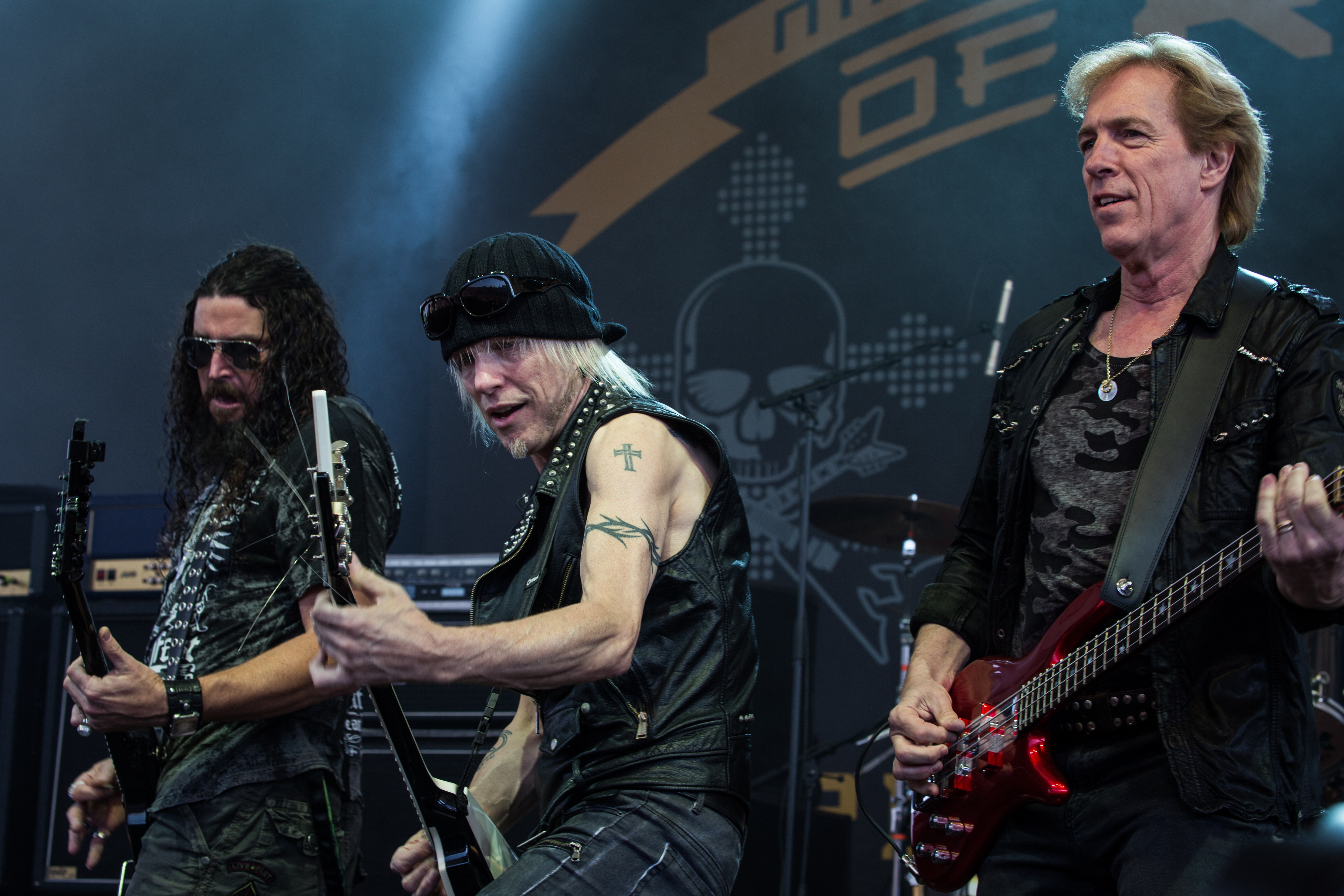
Desde fines de 2011 se presenta con su nueva banda Michael Schenker's Temple Of Rock. En la imagen Michael junto a Wayne Findlay y Francis Buchholz

Luego de poner fin a su propia banda en 1984, Michael se estableció por dos años en Alemania alejado de la prensa. En este espacio de tiempo conoció al vocalista irlandés Robin McAuley, con quién decidió regresar al mercado musical en 1986 con la banda McAuley Schenker Group, que es prácticamente la continuación de su primera banda, aunque con un sonido más cercano al glam metal combinado con un hard rock melódico, acorde a los sonidos que imperaban en el mercado.
Tras una breve participación en algunos conciertos en el país germano, decidieron viajar a la ciudad de Los Ángeles en los Estados Unidos, donde consiguieron un contrato discográfico con el sello Capitol. Sus primeros álbumes Perfect Timing de 1987 y Save Yourself de 1989, les permitió alcanzar grandes ventas y buenos puestos en las listas musicales, pero el constante cambio de integrantes hicieron inestable mencionada popularidad a principios de la década posterior.
Por aquel mismo tiempo, exactamente en 1991, participó como miembro no oficial en la banda de glam metal Ratt, con quienes se presentó en el MTV Unplugged. Por su parte, en 1990 junto a Tracii Guns de L.A. Guns, Share Pedersen de Vixen, Robbin Crosby de Ratt y Richard Black de Shark Island, creó el supergrupo Contraband que solo duró tres años y que en ese corto tiempo giraron por los Estados Unidos promocionando su único disco, Contraband de 1991.

### La reformación de UFO y MSG
En 1993 y luego de separarse el proyecto Contraband, Michael decidió iniciar un nuevo período en su carrera. En primer lugar inició su carrera como solista con el disco Thank You, que sería el primero de una serie de álbumes acústicos. En segundo lugar y en ese mismo año, sus excompañeros de UFO lo llamaron para reformar la alineación clásica de la agrupación británica con una gira que duró dos años y que recorrió gran parte del mundo. En 1995 grabaron y lanzaron el álbum Walk on Water que nuevamente les permitió salir de gira principalmente en Europa y Norteamérica.
En 1996 adquirió un nuevo desafío, reformar su propia banda Michael Schenker Group y para ello volvió a trabajar con el productor Ron Nevison, publicando en ese mismo año el trabajo de estudio Written in the Sand que no recibió una gira promocional como correspondía debido a su participación en UFO. Al año siguiente y por problemas con el vocalista Phil Mogg, se retiró de la banda británica provocando la cancelación de los últimos conciertos, sin embargo y luego de llegar a un acuerdo con el mánager de UFO, retornó pero solo para participar de las fechas que fueron reprogramadas. Por otro lado, en 1997 se publicó el disco en vivo The Michael Schenker Story Live que recorre gran parte de su carrera tanto en Scorpions, UFO, MSG y en McAuley Schenker Group. También grabó junto a un reformado MSG el trabajo The Unforgiven en 1999 y el directo The Unforgiven World Tour al año siguiente.

### La década de los 2000
En el año 2000 y luego de firmar con Shrapnel Records, Michael volvió a reunirse con UFO para iniciar una serie de conciertos y la grabación del álbum Covenant, publicado en julio del mismo año. A pesar de los problemas personales entre él y Phil Mogg, permaneció hasta el 2003 en la banda inglesa cuando salió de ella luego de culminar la gira promocional de Sharks. De igual manera retomó su carrera en solitario con los discos instrumentales Adventures of the Imagination de 2000, Dreams and Expressions y The Odd Trio, ambos de 2001. Además, inició una serie de trabajos basados en su primer disco en solitario, cuyos partes fueron tituladas Thank You, Vol. 2, Thank You, Vol. 3 y Thank You, Vol. 4.
Adicional a ello y junto a MSG, lanzó los discos Be Aware of Scorpions en 2001 y Arachnophobiac en 2003. En 2005 publicó el álbum Heavy Hitters que le permitió reunirse con una gran variedad de músicos, ya sea vocalistas, bateristas, guitarristas y bajistas. Este trabajo de estudio contó con covers de artistas como Gary Moore, Black Sabbath, Cream y Nazareth, entre otros. Ya en el 2006, fue invitado con MSG al festival Wacken Open Air de Alemania y en esa edición además participó en el concierto especial que dio Scorpions, donde subió al escenario a tocar la guitarra líder en las canciones «Lovedrive», «Another Piece of Meat», «Holiday» y en la instrumental «Coast to Coast». Durante los meses posteriores programó una gran gira por los Estados Unidos y Europa, pero por culpa de su adicción al alcohol fue cancelada. Tras semanas de tratamiento a dicho abuso, inició la gira Michael Schenker & Friends solo para el Reino Unido, recibiendo buenas críticas de parte de la prensa especializada. Por su parte, en 2008 se reunió con Gary Barden, Simon Phillips, Neil Murray y Don Airey, y lanzaron en el mismo año In the Midst of Beauty, que fue promocionado por una extensa gira con gran éxito principalmente en Europa y Japón.

### Los años 2010 y nuevos proyectos
Luego de algunas giras mundiales con MSG, en 2011 regresó a los estudios y publicó Temple of Rock que inicialmente iba a ser un disco de la banda, pero que él mismo lo dejó, en un principio, para su carrera en solitario. Para promocionarlo, invitó a Francis Buchholz y al baterista Herman Rarebell, exmiembros de Scorpions, que junto al guitarrista Wayne Findlay y al cantante Doogie White fundó la banda Michael Schenker's Temple of Rock, pausando así su agrupación original. Con mencionado grupo publicó dos álbumes de estudio más y dos en vivo hasta 2016, año en que se embarcó en otro proyecto musical. A mediados de 2016 anunció en su página web una gira especial llamada Michael Schenker Fest, en la que volvió a tocar temas de MSG y McAuley Schenker Group, con la colaboración de los antiguos cantantes de la banda Gary Barden, Graham Bonnet y Robin McAuley, y con los músicos Ted McKenna (batería), Chris Glen (bajo) y Steve Mann (guitarra rítmica y teclados).

## Guitarras

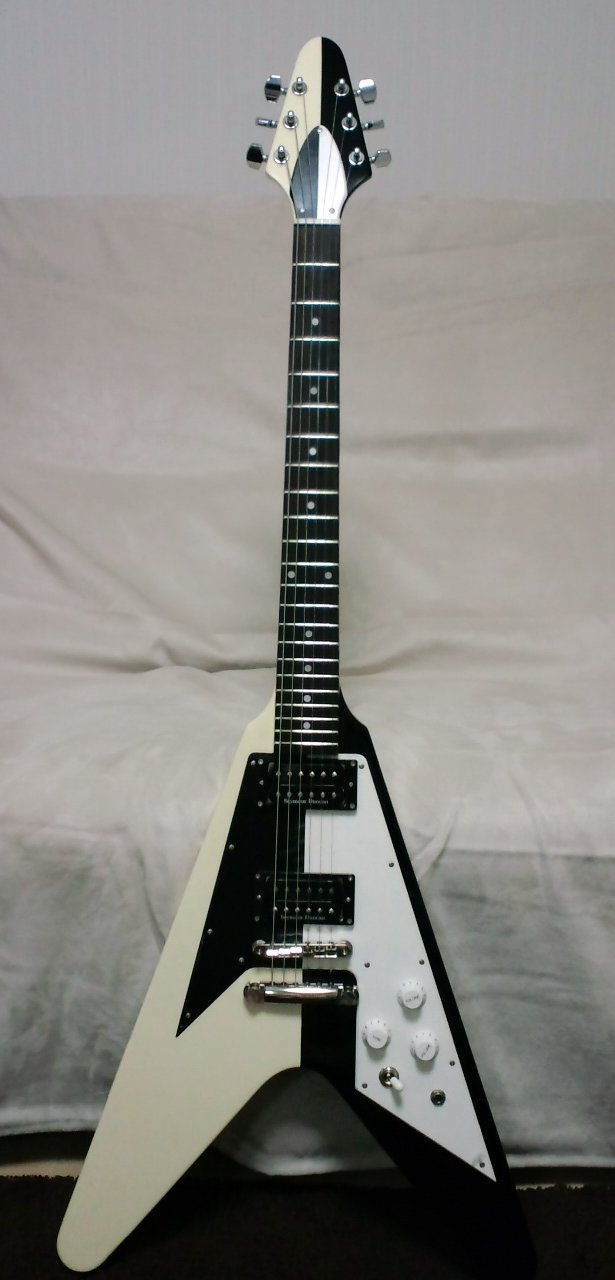
Una réplica de su Gibson Flying V de 1975.

Su primera guitarra eléctrica fue una Gibson Les Paul Junior que se la compró su padre a los 10 años de edad, luego de verlo tocar la Gibson Flying V de su hermano Rudolf y con ella estuvo desde la creación de The Enervates en 1965 hasta su ingreso a Scorpions en 1972. Es en este mismo año que Rudolf le cedió una de sus guitarras Flying V, luego de perder su Les Paul antes de tocar en Hamburgo. A pesar de que habían llegado a un acuerdo de que solo era por esa noche, Michael se la quedó ya que según él se sentía cómodo con ella. Finalmente en 1973 y luego de viajar a Londres para integrarse a UFO, le devolvió la guitarra a su hermano y se compró su primera Flying V.
Durante la década de los setenta fue reconocido por su sonido, por su postura agazapada y por poner su guitarra entremedio de las piernas al momento de tocar. A su vez y durante los últimos años de la década adquirió una Flying V mitad negra y blanca, que hasta el día de hoy es su marca reconocida dentro de la escena musical.
Desde los noventa ha estado en la marca Dean Guitars, que ha fabricado guitarras Flying V a su medida y de acuerdo a los diseños creados por él. De estas destaca la Schenker Brothers V, una guitarra creada en conjunto a su hermano Rudolf en una edición limitada de 200 copias a nivel mundial. Otros diseños característicos son la Custom Flames, la Retro y la Kaleidoscope, y en 2013 diseñó la Flying V Strangers in the Night, una guitarra con la carátula del disco en vivo de UFO, Strangers in the Night.

## Influencias
A lo largo de su carrera y en varias entrevistas ha nombrado a varios guitarristas de la década de los cincuenta y sesenta como sus grandes influencias. Sin embargo, siempre ha mencionado que Ritchie Blackmore de Deep Purple y Leslie West de Mountain son su influencia directa y sus grandes ídolos. Además, ha declarado que siente una gran admiración y respeto por su hermano Rudolf Schenker, por ser el gran artífice de su carrera musical.
A su vez, él ha sido nombrado influencia por otros innumerables guitarristas como James Hetfield, Kirk Hammett, Dave Mustaine, George Lynch, John Norum, Warren DeMartini, Slash, Paul Gilbert, Adrian Smith, Alex Skolnick y Marty Friedman, entre muchos otros.

## Premios y honores
A lo largo de toda su carrera ha recibido innumerables premios y honores, a continuación algunas de ellas. En 1982 fue escogido como el mejor guitarrista del año por la revista británica Kerrang. En 2010 fue condecorado con el premio Marshall 11", otorgado a todas las estrellas que representan el exceso, espíritu y el abuso del rock and roll, cuya presentación fue otorgada por Alice Cooper. A su vez ha sido incluido a las listas de los mejores guitarristas del mundo por revistas como Rolling Stone, Guitar World y Vegas Rocks!, entre otras. En 2012 también recibió el premio Rock Guitar Legend otorgado por Vegas Rocks Magazine, cuya ceremonia fue presentada por David Coverdale. Dos años más tarde fue condecorado con el Golden God Icon Award de parte de Metal Hammer, que fue presentado por Joe Perry de Aerosmith.

## Discografía
A continuación los discos de su carrera como solista. Para la discografía completa véase: Anexo:Discografía de Michael Schenker.
Álbumes de estudio
- 1993: Thank You
- 2000: Adventures of the Imagination
- 2001: Dreams and Expressions
- 2001: The Odd Trio
- 2002: Thank You, Vol. 2
- 2002: Thank You, Vol. 3
- 2003: Thank You, Vol. 4